# ناوبری کور
ناوبری کور یکی از انواع روش‌های ناوبری در سیستم‌های رباتیک و هوشمند است. ناوبری کور اطلاعاتی را در مورد جابه‌جایی ربات بر اساس چرخش چرخ‌هایش، موتور یا مسافت‌سنج در اختیار آن می‌دهد. اطلاعات مربوطه از حسگرهای محیطی به دست نمی‌آیند. دو روش برای انجام ناوبری کور وجود دارد:
- استفاده از رمزگذار چرخشی
- استفاده از سامانهٔ ناوبری اینرسی

## روش‌ها

### رمزگذار چرخشی
این روش از روش دیگر بیشتر مورد استفاده قرار می‌گیرد. دلیل آن ارزان بودن رمزگذارهای چرخشی است. برای اینکار تعداد تیک‌های به وجود آمده توسط رمزگذار که با چرخش موتور، محور یا چرخ به وجود می‌آید، محاسبه می‌شود و پس از آن این اطلاعات تبدیل به جابه‌جایی انجام شده و محل کنونی ربات می‌شوند. با وجود اینکه در بازوی‌های رباتیک که در محلی ثابت متصل هستند، این سامانه‌ها بسیار خوب عمل می‌کنند، برای ربات‌های متحرک دقت زیادی ندارند. مثال خوب آن سُرخوردن یا گیرکردن چرخ ربات در یک مسیر است، در این حالت ربات فکر می‌کند که، در حال حرکت است، ولی در واقعیت ربات در جای خود درجا می‌زند. از این رو بهتر است که برای ربات‌های متحرک از یک یا چند حسگر محیطی دیگر مانند حسگر فروسرخ یا حسگر فراصوت بهره گرفته شود. 

### سامانه ناوبری اینرسی
در این روش چرخش موتور یا چرخ اندازه‌گیری نمی‌شود، بلکه با استفاده از شتاب دستگاه جابه‌جایی مورد محاسبه قرار می‌گیرد. این روش بالاترین دقت را در میان ناوبری‌های کور دارد اما دارای یک ایراد است. هزینهٔ ایجاد آن زیاد است و در عین حال با توجه به شناور بودن شتاب نیاز است که هر چند مدت یکبار اعداد به‌دست‌آمده را کالیبر کرد.

### جی‌پی‌اس
جی‌پی‌اس با وجود اینکه به مانند دیگر سامانه‌های ناوبری کور نیست ولی می‌توان از آن برای ناوبری و جهت‌یابی بهره‌گرفت.

## استفاده
در ربات‌هایی که از چرخ برای جابه‌جای استفاده می‌کنند، از این روش برای اندازه‌گیری خطا و میزان فرسایش میان چرخ و مسیر حرکت استفاده می‌شود. در عین حال این روش آسان‌ترین روش برای جابه‌جایی یک ربات روی یک صفحهٔ مختصات است. 